# Liga Nacional de Futsal 2016
Die Liga Nacional de Futsal 2016 war die 21. Spielzeit einer brasilianischen Futsalliga, der Liga Nacional de Futsal.

## Modus
Der Wettbewerb wurde in fünf Phasen ausgetragen, einer Vorrunde sowie Achtel-, Viertel -, Halb- und Finalspiele. In der ersten Runde traten alle Klubs einmal im Ligaverfahren aufeinander. Die 16 besten Klubs zogen in das Achtelfinale ein. Ab diesem folgte der Wettbewerb dem K.-o.-System mit Hin- und Rückspiel. Es kam der Klub weiter, welcher die Treffen mit mindestens einem Sieg für sich entscheiden konnte. Gewannen beide Mannschaften ein Spiel oder gingen beide Unentschieden aus, wurde die Entscheidung zunächst in der Verlängerung gesucht. Endete diese ohne Ergebnis wurde es durch 6-Meter-Schießen herbeigeführt.

## Teilnehmer
- CER Atlântico
- Associação Carlos Barbosa de Futsal
- AD Brasil Futuro
- Cascavel Futsal Clube
- Associação Concordiense de Futsal
- AAC Copagril
- SC Corinthians
- ADC Florianópolis
- Guarapuava
- ADC Intelli
- AD Jaraguá
- JEC Krona Futsal
- Associação Lajeado de Futsal
- Marreco Futsal
- Minas Tênis Clube
- São José Futsal
- AD Futsal Tubaronense
- AE Venâncio Aires
- AF Umuarama

## 1. Runde
| Pl. | Verein                            | Sp. | S  | U  | N  | Tore    | Diff. | Punkte |
| --- | --------------------------------- | --- | -- | -- | -- | ------- | ----- | ------ |
| 1.  | ADC Intelli                       | 18  | 11 | 4  | 3  | 063:340 | +29   | 37     |
| 2.  | AAC Copagril                      | 18  | 10 | 6  | 2  | 055:390 | +16   | 36     |
| 3.  | CER Atlântico                     | 18  | 11 | 2  | 5  | 056:360 | +20   | 35     |
| 4.  | JEC Krona Futsal                  | 18  | 10 | 5  | 3  | 053:330 | +20   | 35     |
| 5.  | SC Corinthians                    | 18  | 10 | 3  | 5  | 052:360 | +16   | 33     |
| 6.  | Carlos Barbosa (M)                | 18  | 9  | 4  | 5  | 053:400 | +13   | 31     |
| 7.  | AD Jaraguá                        | 18  | 9  | 3  | 6  | 044:450 | −1    | 30     |
| 8.  | AE Venâncio Aires                 | 18  | 8  | 4  | 6  | 044:380 | +6    | 28     |
| 9.  | Associação Concordiense de Futsal | 18  | 6  | 7  | 5  | 045:360 | +9    | 25     |
| 10. | AD Brasil Futuro                  | 18  | 6  | 5  | 7  | 057:610 | −4    | 23     |
| 11. | ADC Florianópolis                 | 18  | 6  | 4  | 8  | 038:450 | −7    | 22     |
| 12. | AF Umuarama                       | 18  | 5  | 6  | 7  | 039:370 | +2    | 21     |
| 13. | São José Futsal                   | 18  | 5  | 5  | 8  | 033:370 | −4    | 20     |
| 14. | Marreco Futsal                    | 17  | 3  | 10 | 4  | 026:420 | −16   | 19     |
| 15. | Guarapuava                        | 18  | 4  | 6  | 8  | 044:520 | −8    | 18     |
| 16. | Minas Tênis Clube                 | 18  | 3  | 7  | 8  | 038:470 | −9    | 16     |
| 17. | Cascavel Futsal Clube             | 18  | 4  | 3  | 11 | 030:450 | −15   | 15     |
| 18. | Associação Lajeado de Futsal      | 18  | 1  | 8  | 9  | 033:510 | −18   | 11     |
| 19. | AD Futsal Tubaronense             | 18  | 3  | 2  | 13 | 035:840 | −49   | 11     |

| Zum Saisonende 2015: |                       |
| (M)                  | Meister des Vorjahres |

## Finalrunde

### Turnierplan
|  | Achtelfinale   | Achtelfinale  | Achtelfinale |               |   | Viertelfinale | Viertelfinale | Viertelfinale |  |  | Halbfinale | Halbfinale | Halbfinale |  |  | Finale | Finale | Finale |
|  |                |               |              |               |   |               |               |               |  |  |            |            |            |  |  |        |        |        |
|  | Copagril       | 2             | 2            |               |   |               |               |               |  |  |            |            |            |  |  |        |        |        |
|  | Guarapuava     | 1             | 1            |               |   |               |               |               |  |  |            |            |            |  |  |        |        |        |
|  | Guarapuava     | 1             | 1            | Copagril      | 6 | 6             |               |               |  |  |            |            |            |  |  |        |        |        |
|  |                |               |              | Copagril      | 6 | 6             |               |               |  |  |            |            |            |  |  |        |        |        |
|  |                | Florianópolis | 3            | 5             |   |               |               |               |  |  |            |            |            |  |  |        |        |        |
|  | Carlos Barbosa | Florianópolis | 3            | 5             | 4 | 1 (1) (1)     |               |               |  |  |            |            |            |  |  |        |        |        |
|  | Carlos Barbosa |               |              |               | 4 | 1 (1) (1)     |               |               |  |  |            |            |            |  |  |        |        |        |
|  | Florianópolis  | 2             | 2 (1) (2)    |               |   |               |               |               |  |  |            |            |            |  |  |        |        |        |
|  | Florianópolis  | 2             | 2 (1) (2)    | Copagril      | 2 | 1 (0) (0)     |               |               |  |  |            |            |            |  |  |        |        |        |
|  |                |               |              |               |   |               |               |               |  |  |            |            |            |  |  |        |        |        |
|  |                | Brasil Futuro | 1            | 2 (0) (2)     |   |               |               |               |  |  |            |            |            |  |  |        |        |        |
|  | Intelli        | Brasil Futuro | 1            | 2 (0) (2)     | 0 | 4 (1)         |               |               |  |  |            |            |            |  |  |        |        |        |
|  | Intelli        |               |              |               | 0 | 4 (1)         |               |               |  |  |            |            |            |  |  |        |        |        |
|  | Minas          | 2             | 2 (0)        |               |   |               |               |               |  |  |            |            |            |  |  |        |        |        |
|  | Minas          | 2             | 2 (0)        | Intelli       | 1 | 2             |               |               |  |  |            |            |            |  |  |        |        |        |
|  |                |               |              | Intelli       | 1 | 2             |               |               |  |  |            |            |            |  |  |        |        |        |
|  |                | Brasil Futuro | 4            | 2             |   |               |               |               |  |  |            |            |            |  |  |        |        |        |
|  | Jaraguá        | Brasil Futuro | 4            | 2             | 0 | 2             |               |               |  |  |            |            |            |  |  |        |        |        |
|  | Jaraguá        |               |              |               | 0 | 2             |               |               |  |  |            |            |            |  |  |        |        |        |
|  | Brasil Futuro  | 4             | 4            |               |   |               |               |               |  |  |            |            |            |  |  |        |        |        |
|  | Brasil Futuro  | 4             | 4            | Brasil Futuro | 2 | 2             |               |               |  |  |            |            |            |  |  |        |        |        |
|  |                |               |              |               |   |               |               |               |  |  |            |            |            |  |  |        |        |        |
|  |                | Corinthians   | 3            | 5             |   |               |               |               |  |  |            |            |            |  |  |        |        |        |
|  | JEC            | Corinthians   | 3            | 5             | 3 | 3             |               |               |  |  |            |            |            |  |  |        |        |        |
|  | JEC            |               |              |               | 3 | 3             |               |               |  |  |            |            |            |  |  |        |        |        |
|  | São José       | 3             | 2            |               |   |               |               |               |  |  |            |            |            |  |  |        |        |        |
|  | São José       | 3             | 2            | JEC           | 3 | 1 (0) (4)     |               |               |  |  |            |            |            |  |  |        |        |        |
|  |                |               |              | JEC           | 3 | 1 (0) (4)     |               |               |  |  |            |            |            |  |  |        |        |        |
|  |                | Venâncio      | 2            | 2 (0) (5)     |   |               |               |               |  |  |            |            |            |  |  |        |        |        |
|  | Venâncio       | Venâncio      | 2            | 2 (0) (5)     | 1 | 3             |               |               |  |  |            |            |            |  |  |        |        |        |
|  | Venâncio       |               |              |               | 1 | 3             |               |               |  |  |            |            |            |  |  |        |        |        |
|  | Concordiense   | 1             | 1            |               |   |               |               |               |  |  |            |            |            |  |  |        |        |        |
|  | Concordiense   | 1             | 1            | Venâncio      | 1 | 2             |               |               |  |  |            |            |            |  |  |        |        |        |
|  |                |               |              |               |   |               |               |               |  |  |            |            |            |  |  |        |        |        |
|  |                | Corinthians   | 1            | 5             |   |               |               |               |  |  |            |            |            |  |  |        |        |        |
|  | Corinthians    | Corinthians   | 1            | 5             | 5 | 4             |               |               |  |  |            |            |            |  |  |        |        |        |
|  | Corinthians    |               |              |               | 5 | 4             |               |               |  |  |            |            |            |  |  |        |        |        |
|  | Umuarama       | 1             | 2            |               |   |               |               |               |  |  |            |            |            |  |  |        |        |        |
|  | Umuarama       | 1             | 2            | Corinthians   | 2 | 7             |               |               |  |  |            |            |            |  |  |        |        |        |
|  |                |               |              | Corinthians   | 2 | 7             |               |               |  |  |            |            |            |  |  |        |        |        |
|  |                | Atlântico     | 2            | 2             |   |               |               |               |  |  |            |            |            |  |  |        |        |        |
|  | Atlântico      | Atlântico     | 2            | 2             | 3 | 3 (3)         |               |               |  |  |            |            |            |  |  |        |        |        |
|  | Atlântico      |               |              |               | 3 | 3 (3)         |               |               |  |  |            |            |            |  |  |        |        |        |
|  | Marreco        | 5             | 2 (0)        |               |   |               |               |               |  |  |            |            |            |  |  |        |        |        |

### Achtelfinale
| Datum   |                  | Ergebnis            |                  |
| ------- | ---------------- | ------------------- | ---------------- |
| 7.10.   | São José Futsal  | 3:3 (2:1)           | JEC Krona Futsal |
| 14.10.  | JEC Krona Futsal | 3:2 (2:0)           | São José Futsal  |
| Gesamt: | JEC Krona Futsal | 4:1 Pkt. (6:5 Tore) | São José Futsal  |

| Datum   |                   | Ergebnis                        |                   |
| ------- | ----------------- | ------------------------------- | ----------------- |
| 7.10.   | ADC Florianópolis | 2:4                             | Carlos Barbosa    |
| 16.10.  | Carlos Barbosa    | 1:2                             | ADC Florianópolis |
| 16.10.  | Carlos Barbosa    | 1:1 n. V.                       | ADC Florianópolis |
| Gesamt: | Carlos Barbosa    | 4:4 Pkt. (1:2 n. E.) (6:5 Tore) | ADC Florianópolis |

| Datum   |                  | Ergebnis            |                  |
| ------- | ---------------- | ------------------- | ---------------- |
| 8.10.   | AD Brasil Futuro | 4:0                 | AD Jaraguá       |
| 15.10.  | AD Jaraguá       | 2:4                 | AD Brasil Futuro |
| Gesamt: | AD Jaraguá       | 0:6 Pkt. (2:8 Tore) | AD Brasil Futuro |

| Datum   |                                   | Ergebnis            |                                   |
| ------- | --------------------------------- | ------------------- | --------------------------------- |
| 8.10.   | Associação Concordiense de Futsal | 1:1                 | AE Venâncio Aires                 |
| 14.10.  | AE Venâncio Aires                 | 3:1                 | Associação Concordiense de Futsal |
| Gesamt: | AE Venâncio Aires                 | 4:1 Pkt. (4:2 Tore) | Associação Concordiense de Futsal |

| Datum   |              | Ergebnis            |              |
| ------- | ------------ | ------------------- | ------------ |
| 8.10.   | Guarapuava   | 1:2                 | AAC Copagril |
| 15.10.  | AAC Copagril | 2:1                 | Guarapuava   |
| Gesamt: | AAC Copagril | 6:0 Pkt. (4:2 Tore) | Guarapuava   |

| Datum   |                | Ergebnis            |                |
| ------- | -------------- | ------------------- | -------------- |
| 8.10.   | Marreco Futsal | 5:3                 | CER Atlântico  |
| 15.10.  | CER Atlântico  | 3:0                 | Marreco Futsal |
| 15.10.  | CER Atlântico  | 3:2 n. V.           | Marreco Futsal |
| Gesamt: | CER Atlântico  | 6:3 Pkt. (9:7 Tore) | Marreco Futsal |

| Datum   |                | Ergebnis            |                |
| ------- | -------------- | ------------------- | -------------- |
| 8.10.   | AF Umuarama    | 1:5                 | SC Corinthians |
| 14.10.  | SC Corinthians | 4:2                 | AF Umuarama    |
| Gesamt: | SC Corinthians | 6:0 Pkt. (9:3 Tore) | AF Umuarama    |

| Datum   |                   | Ergebnis            |                   |
| ------- | ----------------- | ------------------- | ----------------- |
| 9.10.   | Minas Tênis Clube | 0:0                 | ADC Intelli       |
| 26.10.  | ADC Intelli       | 5:2                 | Minas Tênis Clube |
| Gesamt: | ADC Intelli       | 4:1 Pkt. (5:2 Tore) | Minas Tênis Clube |

### Viertelfinale
| Datum   |                  | Ergebnis            |                  |
| ------- | ---------------- | ------------------- | ---------------- |
| 21.10.  | AD Brasil Futuro | 4:1                 | ADC Intelli      |
| 5.11.   | ADC Intelli      | 2:2                 | AD Brasil Futuro |
| Gesamt: | ADC Intelli      | 1:4 Pkt. (3:6 Tore) | AD Brasil Futuro |

| Datum   |                   | Ergebnis                        |                   |
| ------- | ----------------- | ------------------------------- | ----------------- |
| 22.10.  | ADC Florianópolis | 6:3                             | AAC Copagril      |
| 6.11.   | AAC Copagril      | 5:2                             | ADC Florianópolis |
| 6.11.   | AAC Copagril      | 0:0 n. V.                       | ADC Florianópolis |
| Gesamt: | AAC Copagril      | 4:4 Pkt. (6:5 n. E.) (8:8 Tore) | ADC Florianópolis |

| Datum   |                | Ergebnis            |                |
| ------- | -------------- | ------------------- | -------------- |
| 22.10.  | CER Atlântico  | 2:2                 | SC Corinthians |
| 4.11.   | SC Corinthians | 7:2 (0:0)           | CER Atlântico  |
| Gesamt: | SC Corinthians | 4:1 Pkt. (9:4 Tore) | CER Atlântico  |

| Datum   |                   | Ergebnis                        |                   |
| ------- | ----------------- | ------------------------------- | ----------------- |
| 23.10.  | AE Venâncio Aires | 2:3                             | JEC Krona Futsal  |
| 5.11.   | JEC Krona Futsal  | 1:2                             | AE Venâncio Aires |
| 5.11.   | JEC Krona Futsal  | 0:0 n. V.                       | AE Venâncio Aires |
| Gesamt: | JEC Krona Futsal  | 4:4 Pkt. (4:5 n. E.) (4:4 Tore) | AE Venâncio Aires |

### Halbfinale
| Datum   |                   | Ergebnis            |                   |
| ------- | ----------------- | ------------------- | ----------------- |
| 13.11.  | AE Venâncio Aires | 1:1                 | SC Corinthians    |
| 25.11.  | SC Corinthians    | 5:2                 | AE Venâncio Aires |
| Gesamt: | SC Corinthians    | 4:1 Pkt. (6:3 Tore) | Venâncio Aires    |

| Datum   |                  | Ergebnis                        |                  |
| ------- | ---------------- | ------------------------------- | ---------------- |
| 14.11.  | AD Brasil Futuro | 1:2                             | AAC Copagril     |
| 27.11.  | AAC Copagril     | 1:2                             | AD Brasil Futuro |
| 27.11.  | AAC Copagril     | 0:0 n. V.                       | AD Brasil Futuro |
| Gesamt: | AAC Copagril     | 4:4 Pkt. (0:2 n. E.) (3:3 Tore) | AD Brasil Futuro |

### Finale
| Datum   |                  | Ergebnis            |                  |
| ------- | ---------------- | ------------------- | ---------------- |
| 5.12.   | AD Brasil Futuro | 2:3                 | SC Corinthians   |
| 12.12.  | SC Corinthians   | 5:2                 | AD Brasil Futuro |
| Gesamt: | SC Corinthians   | 6:0 Pkt. (8:4 Tore) | AD Brasil Futuro |